# Miomantis longicollis
Miomantis longicollis es una especie de mantis de la familia Mantidae.

## Distribución geográfica
Se encuentra en Kenia y en Uganda.